# Distrito electoral de Elkhorn (condado de Stanton, Nebraska)
Elkhorn (en inglés: Elkhorn Precinct) es un distrito electoral ubicado en el condado de Stanton en el estado estadounidense de Nebraska. En el Censo de 2010 tenía una población de 224 habitantes y una densidad poblacional de 2,41 personas por km².

## Geografía
Elkhorn se encuentra ubicado en las coordenadas 41°57′44″N 97°18′35″O / 41.96222, -97.30972. Según la Oficina del Censo de los Estados Unidos, Elkhorn tiene una superficie total de 92.88 km², de la cual 90.02 km² corresponden a tierra firme y (3.08%) 2.86 km² es agua.

## Demografía
Según el censo de 2010, había 224 personas residiendo en Elkhorn. La densidad de población era de 2,41 hab./km². De los 224 habitantes, Elkhorn estaba compuesto por el 100% blancos. Del total de la población el 0.45% eran hispanos o latinos de cualquier raza.